# 1930-as magyar atlétikai bajnokság
Az 1930-as magyar atlétikai bajnokságon, amely a 35. magyar bajnokság volt, 15 kilométeres síkfutás helyét a 10 kilométeres táv váltotta fel, és kikerült a programból egy időre a 10 km-es gyaloglás is.

## Eredmények

### Férfiak
| Versenyszám                             | Arany                                                                    | Arany     | Ezüst                                            | Ezüst   | Bronz                                       | Bronz   |
| --------------------------------------- | ------------------------------------------------------------------------ | --------- | ------------------------------------------------ | ------- | ------------------------------------------- | ------- |
| 100 m                                   | Sugár István Újpesti TE                                                  | 11,0      | Moharos Pál Magyar AC                            | 11,0    | Solt Tibor BSE                              | 11,1    |
| 200 m                                   | Raggambi-Fluck István BBTE                                               | 21,8      | Sugár István Újpesti TE                          | 22,0    | Solt Tibor BSE                              | 22,0    |
| 400 m                                   | Barsi László BBTE                                                        | 49,3      | Zsitvai Zoltán BBTE                              | 49,5    | Szondi Endre MAFC                           | 51,4    |
| 800 m                                   | Barsi László BBTE                                                        | 1:57,6    | Zsitvai Zoltán BBTE                              | 2:00,4  | Narjes Pál Magyar AC                        | 2:01,0  |
| 1500 m                                  | Szabó Miklós Magyar AC                                                   | 4:06,8    | Ferihegyi Frigyes MTK                            | 4:07,0  | Gyulai Gábor Magyar AC                      | 4:07,2  |
| 5000 m                                  | Hevele Ferenc SAC                                                        | 15:39,0   | Szilágyi Jenő CLE                                | 15:52,4 | Piros István BBTE                           | 15:53,2 |
| 10 000 m                                | Hevele Ferenc SAC                                                        | 32:41,6   | Szilágyi Jenő CLE                                | 33:09,6 | Majorosi Ferenc ESC                         | 33:57,0 |
| maraton október 12., vecsési országút   | Galambos József ESC                                                      | 2:45:33,0 | Zelenka József SBTC                              | 2:49:42 | Gyetvai István SZMTE                        | 2:50:45 |
| 4 × 100 m                               | BBTE Barsi László Paitz János Szalay Jenő Raggambi-Fluck István          | 42,9      | MTK Dabasi Bánóczi Gerő III. Gerő I.             | 43,5    | Magyar AC Somfay II. Nagy Somfay I. Moharos | 44,0    |
| 4 × 400 m                               | BBTE Farkas Károly Szalay Jenő Kovács József Barsi László                | 3:27,2    | Magyar AC Nagy Buday Lenkei Szabó                | 3:30,6  | MTK Sarkadi Mártonfalvai Dabasi Sugár       |         |
| 4 × 1500 m                              | Magyar AC Cser Béla Gyulay Gábor Belloni Gyula Szabó Miklós              | 17:02,2   | MTK Halász Tuza Farkas Ferihegyi                 | 17:02,8 | Újpesti TE Juhász Pálfi Leichtág László     | 17:53,4 |
| 5000 m csapat                           | Magyar AC Szerb Elek Cser Béla Gyulay Gábor Belloni Gyula Kultsár István | 52        | ESC Eper Majorosi Gégány Galambos Horváth        | 54      | MTE Németh Csathó Kiss Szabó Farkas         | 63      |
| 110 m gát                               | Jávor István MTK                                                         | 16,0      | Twordy András SZTC                               | 16,3    | Várnai Béla Magyar AC                       | 16,5    |
| 200 m gát                               | Somfay Elemér Magyar AC                                                  | 25,4      | Jávor István MTK                                 | 27,0    |                                             |         |
| 400 m gát                               | Valentin József SAC                                                      | 57,6      | Kovácsy Gyula Ferencvárosi TC                    | 58,2    | Kertész István Ferencvárosi TC              | 58,6    |
| magasugrás                              | Orbán Ferenc BBTE                                                        | 1,81 m    | Bácsalmási Péter TFSC                            | 1,78 m  | Udvardi Sándor BBTE                         | 1,78 m  |
| távolugrás                              | Balogh Lajos MAFC                                                        | 7,34 m    | Szabó József PSC                                 | 7,26 m  | Paitz János BEAC                            | 6,95 m  |
| hármasugrás                             | Fekete Imre DAC                                                          | 13,90 m   | Magyar Alajos MTK                                | 13,75 m | Somfay Elemér Magyar AC                     | 13,72 m |
| rúdugrás                                | Király István MAFC                                                       | 3,80 m    | Karlovits János Magyar AC                        | 3,70 m  | Bíró Lajos KAC                              | 3,60 m  |
| súlylökés                               | Darányi József Magyar AC                                                 | 15,13 m   | Kovách Gyula BBTE                                | 13,19 m | Kiss János MBSE                             | 13,17 m |
| diszkoszvetés                           | Marvalits Kálmán BTC                                                     | 45,75 m   | Madarász Endre SZAK                              | 45,00 m | Remecz József RAC                           | 44,10 m |
| gerelyhajítás                           | Szepes Béla Magyar AC                                                    | 64,60 m   | Takács Miklós Postás                             | 60,34 m | Szekrényessy István MTK                     | 57,65 m |
| tízpróba október 11–12., BBTE pálya     | Somfay Elemér Magyar AC                                                  | 7108,995  | Bácsalmási Péter TFSC                            | 6574,51 | Farkas Mátyás Magyar AC                     | 6027,47 |
| mezeifutás március 23., Káposztásmegyer | Szerb Elek Magyar AC                                                     | 34:24,4   | Hevele Ferenc SAC                                | 34:46,4 | Szilágyi Jenő Ceglédberceli LE              | 35:02,0 |
| mezeifutás csapat                       | Magyar AC Szerb Elek Gyulay Gábor Cser Béla Kultsár István Belloni Gyula | 36        | Vasas Gergely Balogh Dianicska Lendvai Prohászka | 85      | MTE Barlein Kiss Huszár Konecsny Németh     | 86      |